# FK Sutjeska Nikšić
FK Sutjeska este o echipă de fotbal din Nikšić, Muntenegru.